# Andrei Stepanov
Pour les articles homonymes, voir Stepanov.
Andrei Stepanov est un joueur de football estonien, issu de la minorité russe, né le 16 mars 1979 à Tallinn en Estonie ayant notamment remporté le titre de « footballeur estonien de l'année » en 2004.

## Palmarès
- FC Flora Tallinn
  - Championnat d'Estonie (3) : 2001, 2002, 2003
  - Supercoupe d'Estonie (2) : 2002, 2003